# Ivo A. Božič
Ivo A. Božič, slovenski biolog in ornitolog, * 6. junij 1945, Cerovec pri Črešnjevcu.
Božič je leta 1970 diplomiral na oddelku za biologijo Biotehniške fakultete v Ljubljani in se nato 1971 zaposlil v Prirodoslovnem muzeju Slovenije v Ljubljani, kjer od leta 1996 opravlja službo muzejskega svetovalca.
Božič je znan slovenski proučevalec ptičev. Zanimajo ga predvsem ptiči na Ljubljanskem barju. Po dolgoletnih opazovanjih je objavil preko 20 znanstvenih člankov o gnezdenju ptic na barju. Je tudi avtor dveh knjig.

### Knjige
- Ptiči Slovenije (COBISS)
- Poskrbimo za ptice (COBISS)

### Izbor člankov
- Gnezditvena biologija rakarja (COBISS)
- Gnezditvena biologija šmarnice (COBISS)
- Beležke o opazovanju kozice (COBISS)
- Mala bobnarica še gnezdi na ribnikih v Dragi (COBISS)

## Nagrade in priznanja
- 2008: Valvasorjevo priznanje za izvirno izvedbo razstave Skrivnosti gozda (Prirodoslovni muzej Slovenije; kot del ekipe)[1]
- 2012: Valvasorjeva nagrada za razstavo Skrivnostna smrt mlade Leonore (Prirodoslovni muzej Slovenije; kot del ekipe)[2]